# Anissa (singolo)
Anissa è un singolo della cantante francese Wejdene, pubblicato il 15 aprile 2020 come primo estratto dal primo album in studio 16.

## Video musicale
Il video musicale è stato reso disponibile il 27 maggio 2020.

## Tracce
Testi di Wejdene e Feuneu, musiche di Mehdi Nine.
1. Anissa – 2:55

## Formazione
- Wejdene – voce
- Feuneu – produzione

## Classifiche

### Classifiche settimanali
| Classifica (2020) | Posizione massima |
| ----------------- | ----------------- |
| Belgio (Vallonia) | 8                 |
| Francia           | 3                 |
| Svizzera          | 73                |

### Classifiche di fine anno
| Classifica (2020) | Posizione |
| ----------------- | --------- |
| Belgio (Vallonia) | 97        |
| Francia           | 25        |